# Katie Hoff
Kathryn Hoff, detta Katie (Palo Alto, 3 giugno 1989), è un'ex nuotatrice statunitense.
Specializzata nei misti ha partecipato alle Olimpiadi di Atene 2004.
Ai Mondiali di Melbourne del 2007 ha stabilito il record mondiale dei 400m misti con il tempo di 4'32"89.

## Palmarès
- Olimpiadi

Pechino 2008: argento nei 400m sl, bronzo nei 400m misti e nella 4x200m sl.
- Mondiali

Montreal 2005: oro nei 200m misti, nei 400m misti e nella 4x200m sl.
Melbourne 2007: oro nei 200m misti, nei 400m misti e nella 4x200m sl.
Shanghai 2011: oro nella 4x200m sl.
- Mondiali in vasca corta

Indianapolis 2004: argento nei 400m misti e nella 4x100m misti e bronzo nei 200m misti.
Dubai 2010: oro nei 400m sl, argento nei 200m sl e nella 4x100m sl.
- Giochi PanPacifici

Victoria 2006: oro nei 200m sl, nei 400m misti e nella 4x200m sl, argento nei 400m sl e nei 200m misti.
Irvine 2010: oro nella 4x200m sl.

## Riconoscimenti
- American Swimmer of the Year: 2005, 2006, 2007